# 克林奇河

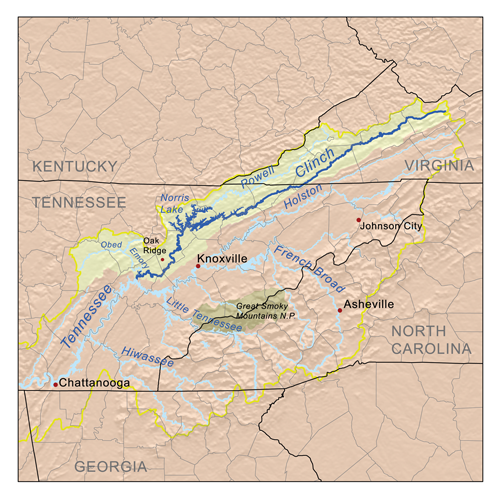
克林奇河位置

克林奇河（英語：Clinch River）起源于美国弗吉尼亚州西南，流经阿巴拉契亚大峡谷，在东田纳西地区汇入田纳西河。河上有两个主要水坝：诺里斯大坝和梅尔顿山坝。该河在克林顿城以上的部分是由田纳西州野生动物资源局建立的鱼类保护区。